# سینت پانکراس
سینت پانکراس (به هلندی: Sint Pancras) یک منطقهٔ مسکونی در هلند است که در لانگه‌دیک واقع شده‌است.